# Confossa falcata
Confossa falcata is een keversoort uit de familie Hydroscaphidae. De wetenschappelijke naam van de soort werd voor het eerst geldig gepubliceerd in 2015 door  Short, Joly, García en Maddison.